# Cercopidae
I Cercopidi (Cercopidae Leach, 1815) sono una famiglia cosmopolita di insetti appartenenti all'ordine dei Rincoti Omotteri e alla superfamiglia dei Cercopoidea. Costituiscono il raggruppamento più numeroso e più rappresentativo della superfamiglia.

## Descrizione
I Cercopidi sono morfologicamente simili agli Aphrophoridae, da cui differiscono, in generale, per la livrea più vistosa e per la conformazione del capo e del pronoto e per l'etologia degli stadi giovanili. Il profilo del corpo è ovoidale e compatto, lungo da 5 a 20 mm. La livrea di colore molto variabile, spesso con colori vistosi in contrasto, dal nero e rosso al grigiastro al giallo e nero brillante.
Il capo è metagnato e largo, ma a differenza degli Aphrophoridae nettamente più stretto del protorace. La fronte è prominente e carenata trasversalmente con occhi disposti alle estremità laterali, di forma globosa; il contorno degli occhi è circolare, a differenza degli Aphrophoridae, nei quali è invece ellittico. Gli ocelli sono in numero di due, situati nel vertice. Le antenne sono brevi e filiformi, inserite nell'area compresa fra gli occhi e la fronte.
Il torace presenta un pronoto dal profilo laterale convesso, sovrastante in altezza il capo. Alla vista dorsale, il margine anteriore è pressoché rettilineo e resta retratto rispetto alla posizione degli occhi; il margine posteriore è convesso ed ha un profilo a U larga o trapezoidale. Il mesonoto è più ridotto e di esso è visibile solo lo scutello, più corto e più stretto del pronoto e di forma triangolare.
Le ali anteriori sono sclerificate e trasformate, perciò, in tegmine. Sono divise da una sutura in una regione interna o posteriore, detta clavo, e una più esterna e più ampia, detta corio. In posizione di riposto si ripiegano a tetto spiovente sull'addome, contrapponendo i clavi, separati dallo scutello. Le zampe posteriori sono di tipo saltatorio, con coxe brevi e tarsi triarticolati. Le tibie sono ornate da uno o due denti sul lato esterno e da una marcata dilatazione all'apice, terminante con una corona di spine.
L'addome è acuto, provvisto di ovopositore nelle femmine, più breve delle tegmine e da queste completamente ricoperto quando sono ripiegate.

## Biologia e importanza
I Cercopidi sono distribuiti in tutte le regioni zoogeografiche della Terra e spesso sono comunissimi. Il maggior numero di specie si concentra comunque nelle regioni tropicali e subtropicali.
Gli adulti sono abili saltatori al punto da ottenere dagli anglosassoni il nome comune di froghopper ("rana saltatrice"). Vivono su arbusti, alberi e vegetazione erbacea, manifestando in generale una tendenza alla polifagia. Le uova sono deposte nel suolo. Le neanidi, appena uscite, si portano sotto la superficie del terreno e si insediano sulle radici delle piante, conducendovi l'intero ciclo di sviluppo.

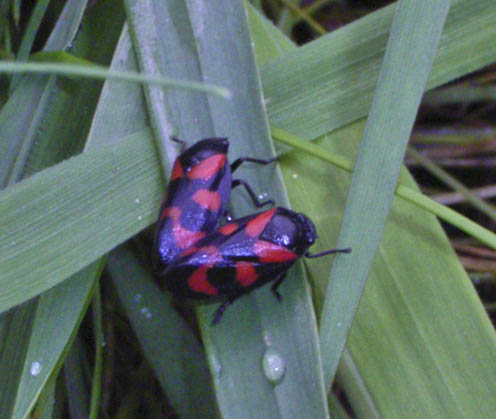
Esemplari di Cercopis vulnerata in accoppiamento.

Caratteristica degli stadi giovanili, comune alla maggior parte dei Cercopoidei, è la produzione di una schiuma, stabile e biancastra, che ne avvolge il corpo. Questa è prodotta insufflando con opportuni movimenti dell'addome gli escrementi liquidi, frammisti ad aria, in una doccia ventrale dell'addome formata dall'incurvamento laterale degli urotergiti. Questo comportamento spiega il nome comune di sputacchina attribuito agli esemplari di questa famiglia. In realtà, le neanidi e le ninfe dei Cercopidi non sono facilmente visibili, vivendo sotto la superficie del terreno; il nome comune fa perciò riferimento, in senso stretto, agli stadi giovanili degli Aphrophoridae ("sputacchine vere"), che invece conducono vita all'aperto e dei quali sono facilmente visibili le masse schiumose che imbrattano steli e foglie delle piante. Data l'analogia comportamentale, il termine di sputacchina è comunque esteso, sensu lato, alla generalità dei Cercopoidei.
Pur essendo molto comuni, i Cercopidi non rappresentano una specifica emergenza fitosanitaria nell'ordinarietà, tuttavia in caso di proliferazioni possono rivelarsi dannosi a diverse colture erbacee, fra le quali la canna da zucchero, le piante foraggere e le ortive. Gli adulti dei Cercopidi, inoltre, rientrano fra gli occasionali vettori della Xylella fastidiosa, agente eziologico della batteriosi nota come Malattia di Pierce, che colpisce in particolare la vite.

## Sistematica
La famiglia comprende circa 1350 specie ripartite fra 142 generi. Alcuni Autori adottano uno schema tassonomico alternativo, sulla base delle affinità filogenetiche e morfologiche, che include nella famiglia Cercopidae sensu lato, anche gli Aphrophoridae, e suddividendola nelle due sottofamiglie delle Cercopinae e delle Aphrophorinae.
In Europa sono rappresentate poche specie, appartenenti a tre differenti generi:
- Cercopis
- Haematoloma
- Tricphorella

Specie molto comuni sono le Cercopis, con le specie Cercopis sanguinolenta, Cercopis vulnerata e Cercopis arcuata, comunemente chiamate "cicalette rossonere" per la caratteristica livrea, e l'Hematoloma dorsata, occasionalmente dannosa alle Conifere, anch'essa caratterizzata da una livrea di colore rosso e nero.